# June Markham
June Markham (Beamish, ...) è un'ex danzatrice su ghiaccio britannica. Insieme a Courtney Jones ha vinto due medaglie d'oro (1957 e 1958) e una d'argento (1956) sia al Campionato europeo che al Campionato del mondo, e due ori (1957 e 1958) al Campionato britannico.

## Palmarès
(con Courtney Jones)
| Evento                | 1956 | 1957 | 1958 |
| --------------------- | ---- | ---- | ---- |
| Campionati mondiali   | 2°   | 1°   | 1°   |
| Campionati europei    | 2°   | 1°   | 1°   |
| Campionati britannici |      | 1°   | 1°   |